# Авремень (Румунія)
Авремень, Авремені (рум. Avrămeni) — село у повіті Ботошані в Румунії. Адміністративний центр комуни Авремень.
Село розташоване на відстані 403 км на північ від Бухареста, 36 км на північний схід від Ботошань, 106 км на північний захід від Ясс.

## Населення
За даними перепису населення 2002 року у селі проживали 1466 осіб, усі — румуни. Усі жителі села рідною мовою назвали румунську.